# Botryllus gregalis
Botryllus gregalis är en sjöpungsart som först beskrevs av Sluiter 1898.  Botryllus gregalis ingår i släktet Botryllus och familjen Styelidae. Inga underarter finns listade.